# شمارش آدیس
شمارش آدیس (انگلیسی: Addis count) یک آزمایش ادرار است که به اندازه‌گیری سیلندرهای ادراری (urinary casts) در طول زمان می‌پردازد.
این آزمایش نامش را از پزشک اسکاتلندی توماس آدیس می‌گیرد.